# Пітерхауз
Пітерхауз, Пітергауз або Пітерхаус (англ. Peterhouse) — один з 31 коледжів Кембриджського університету в Англії. Заснований у 1284 році Гуґо де Балшем, єпископом міста Ілі, це — перший за часом заснування коледж Кембриджського університету.

## Магістр коледжу
У різний час коледж очолювали відомі державні та релігійні діячі, науковці, такі, як єпископ, прихильник «високої церкви» Джон Косін, колишній колоніальний губернатор Цейлону, сходознавець і перекладач буддійських текстів Роберт Чалмерс, британський воєначальник, фельдмаршал Сполученого Королівства та фельдмаршал Австралії Вільям Бідвуд, британські історики Герберт Баттерфілд, Джон Кларк і Г'ю Тревор-Ропер.
З липня 2016 року Магістром коледжу є Бріджит Кендалл, кавалер Ордена Британської імперії.

## Світлини

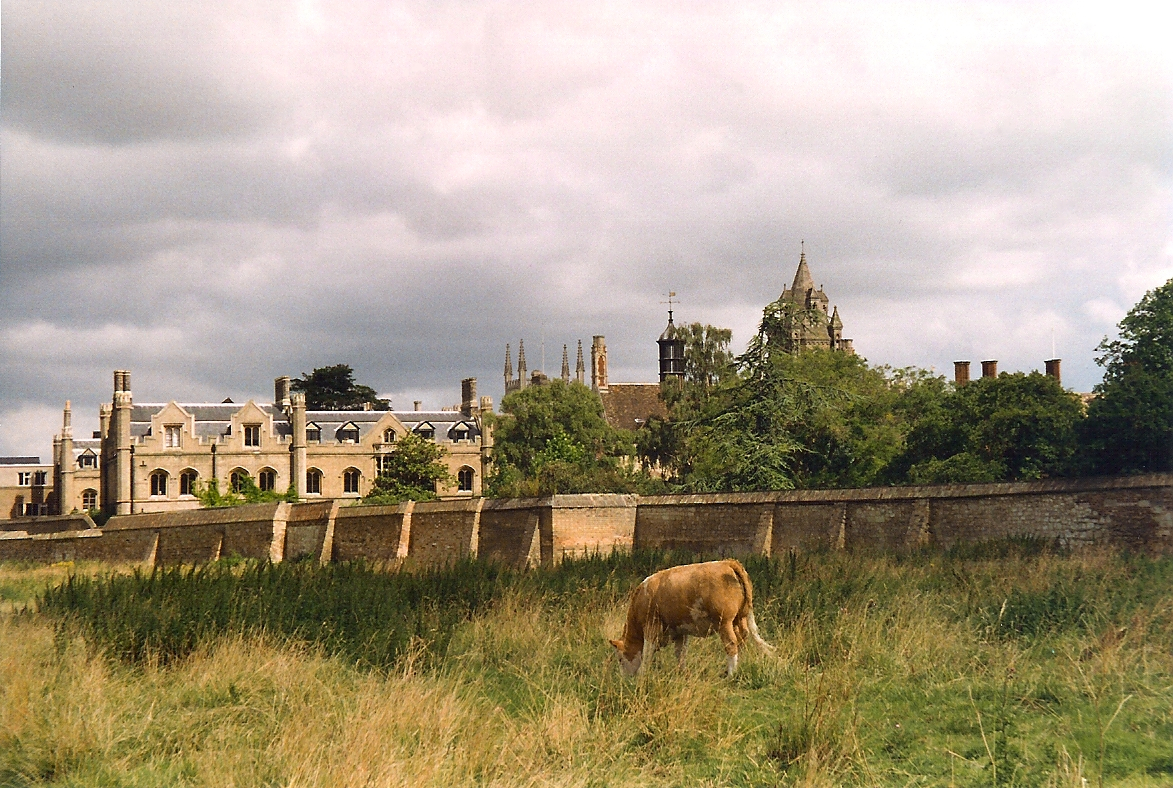
Краєвид з прирічкових луків
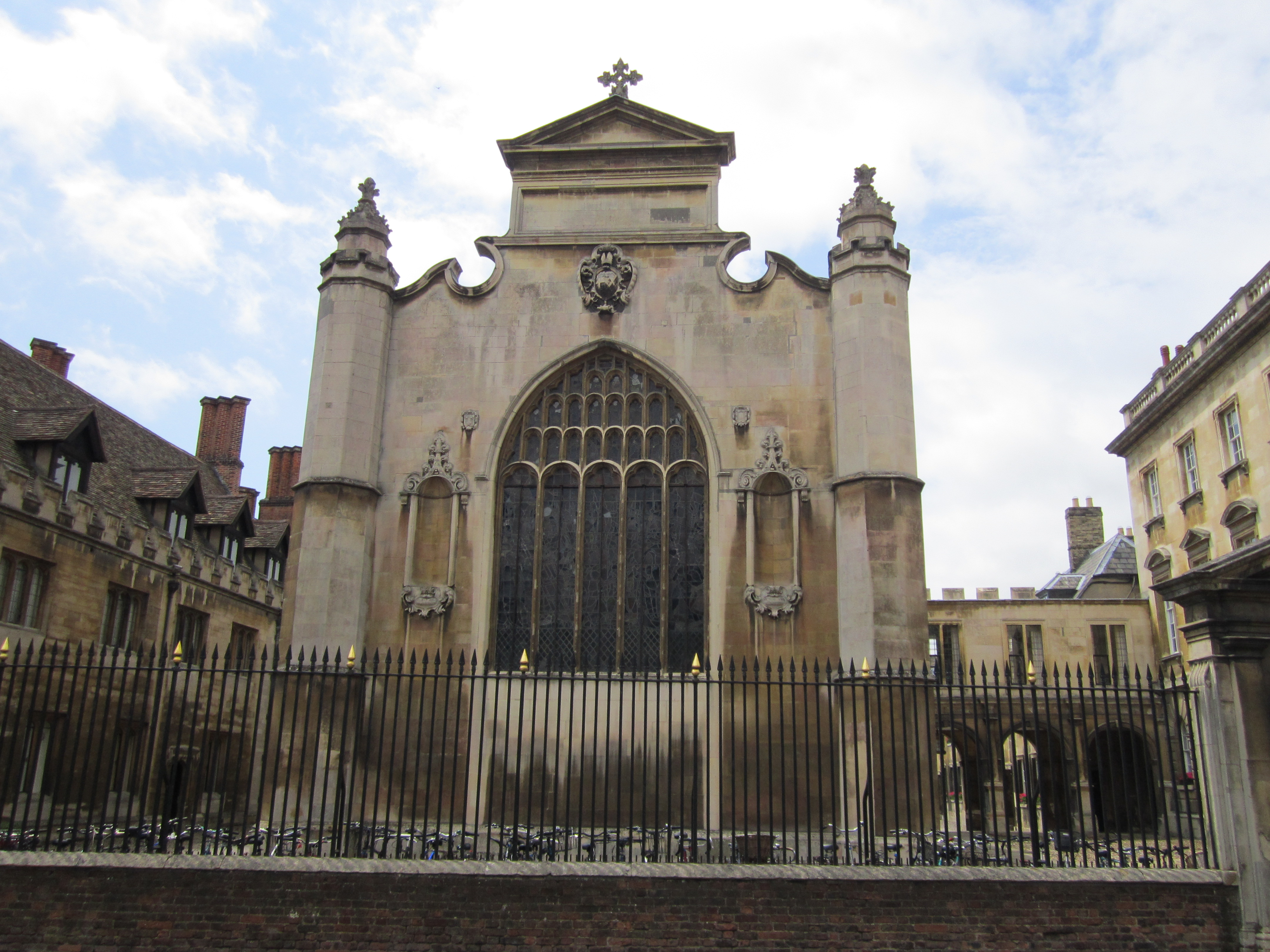
Церква
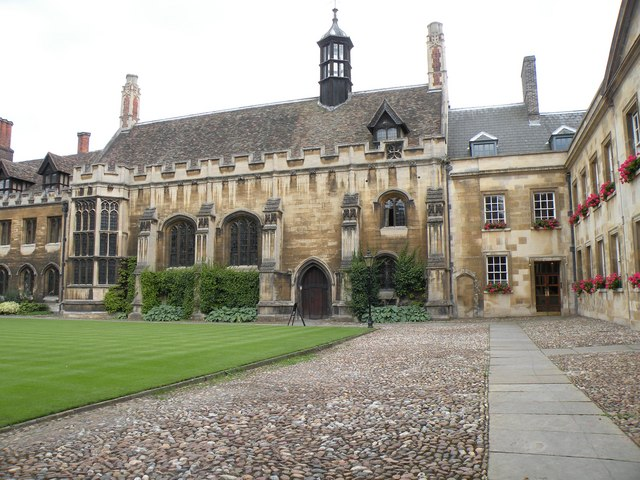
Краєвид на Головну залу
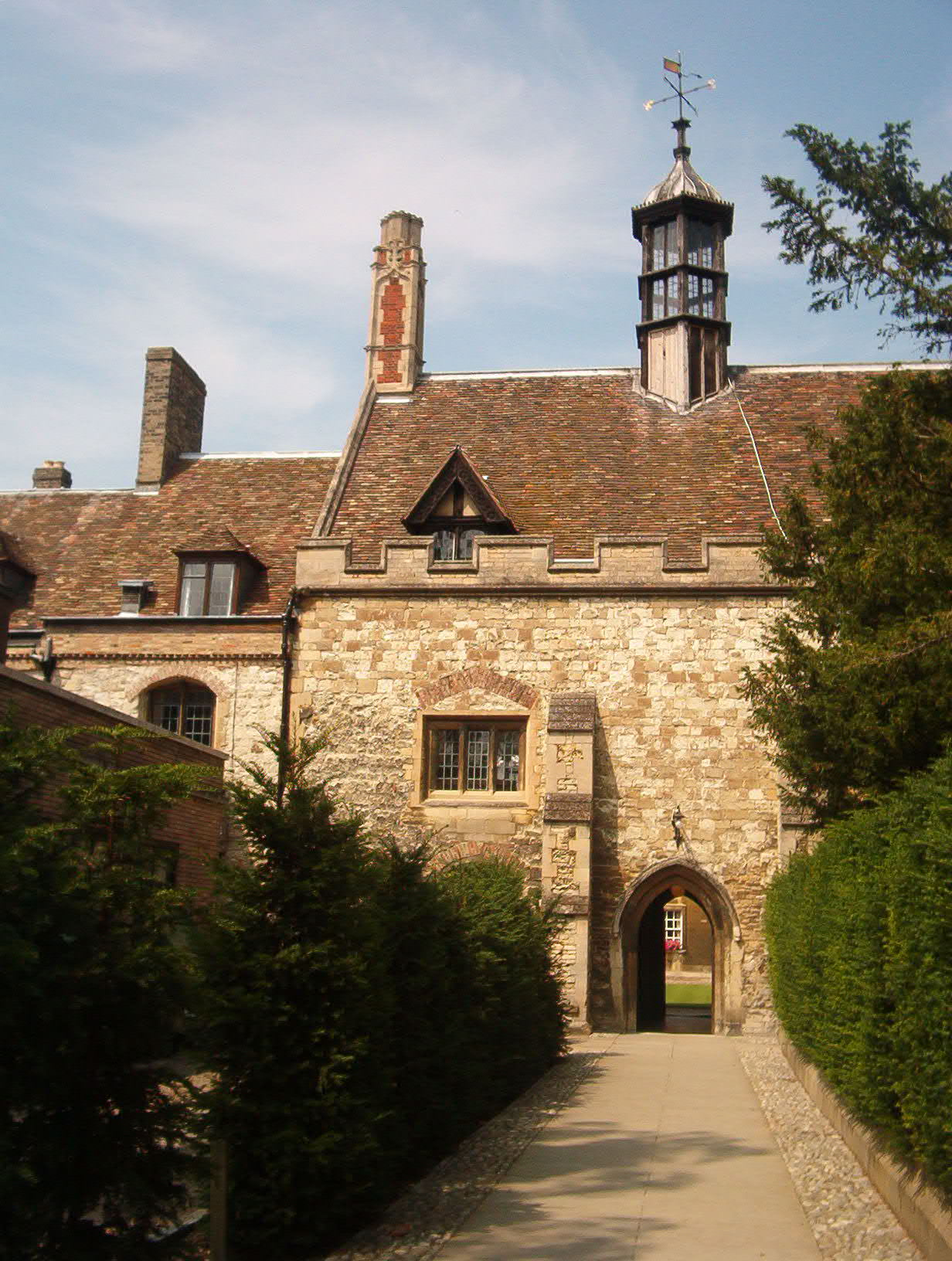
Краєвид на Головну залу з боку парку
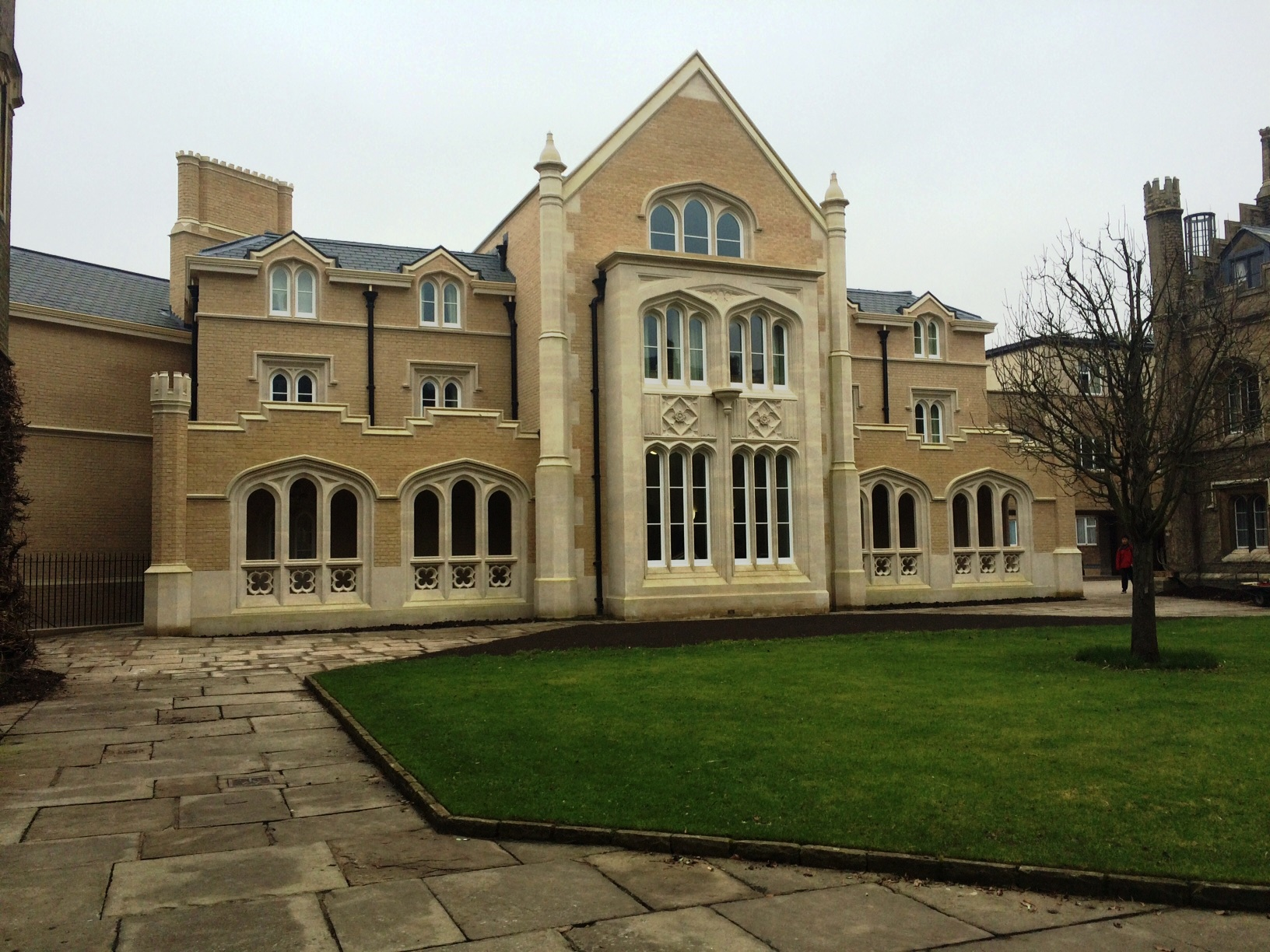
Двір Гісборна
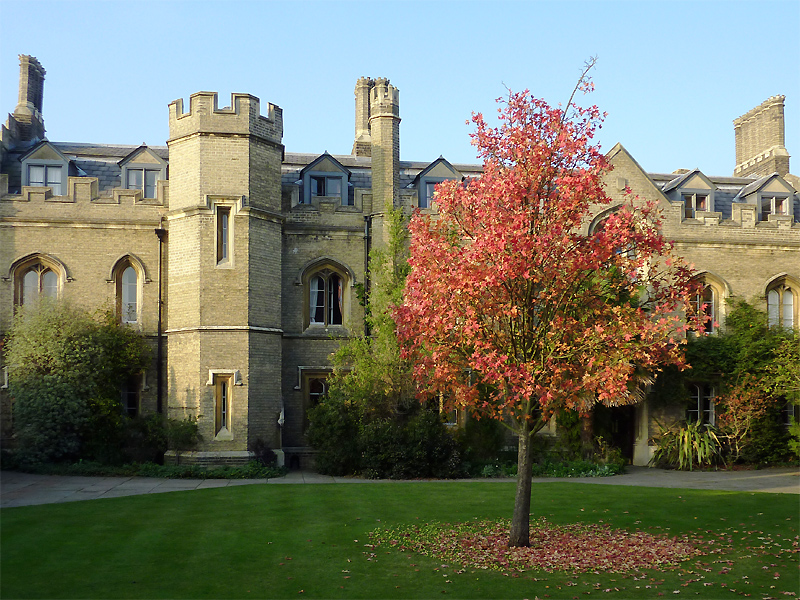
Двір Гісборна
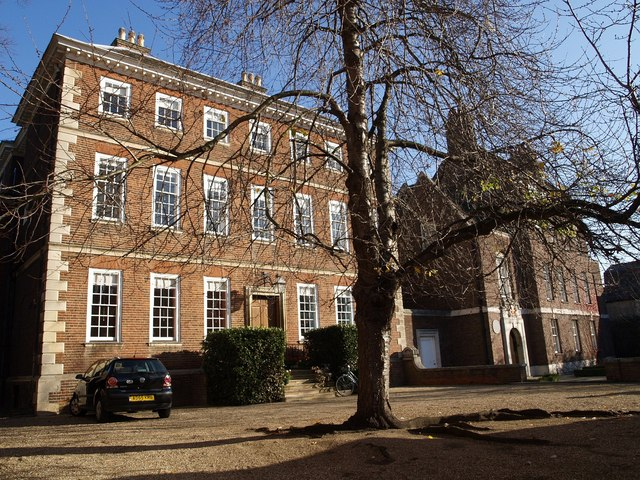
Дім Магістра коледжу
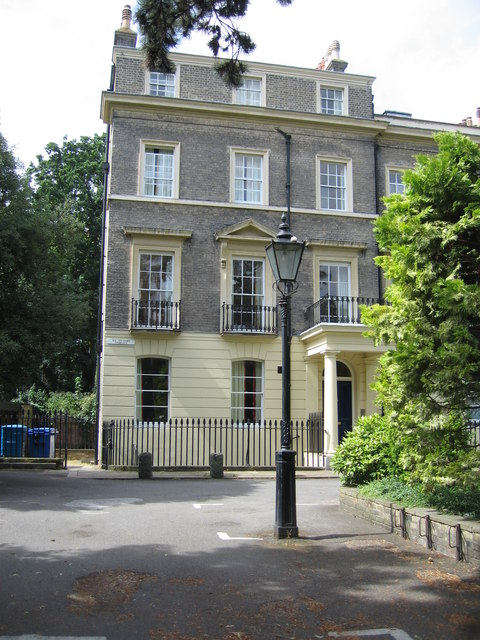
Тераса Святого Петра
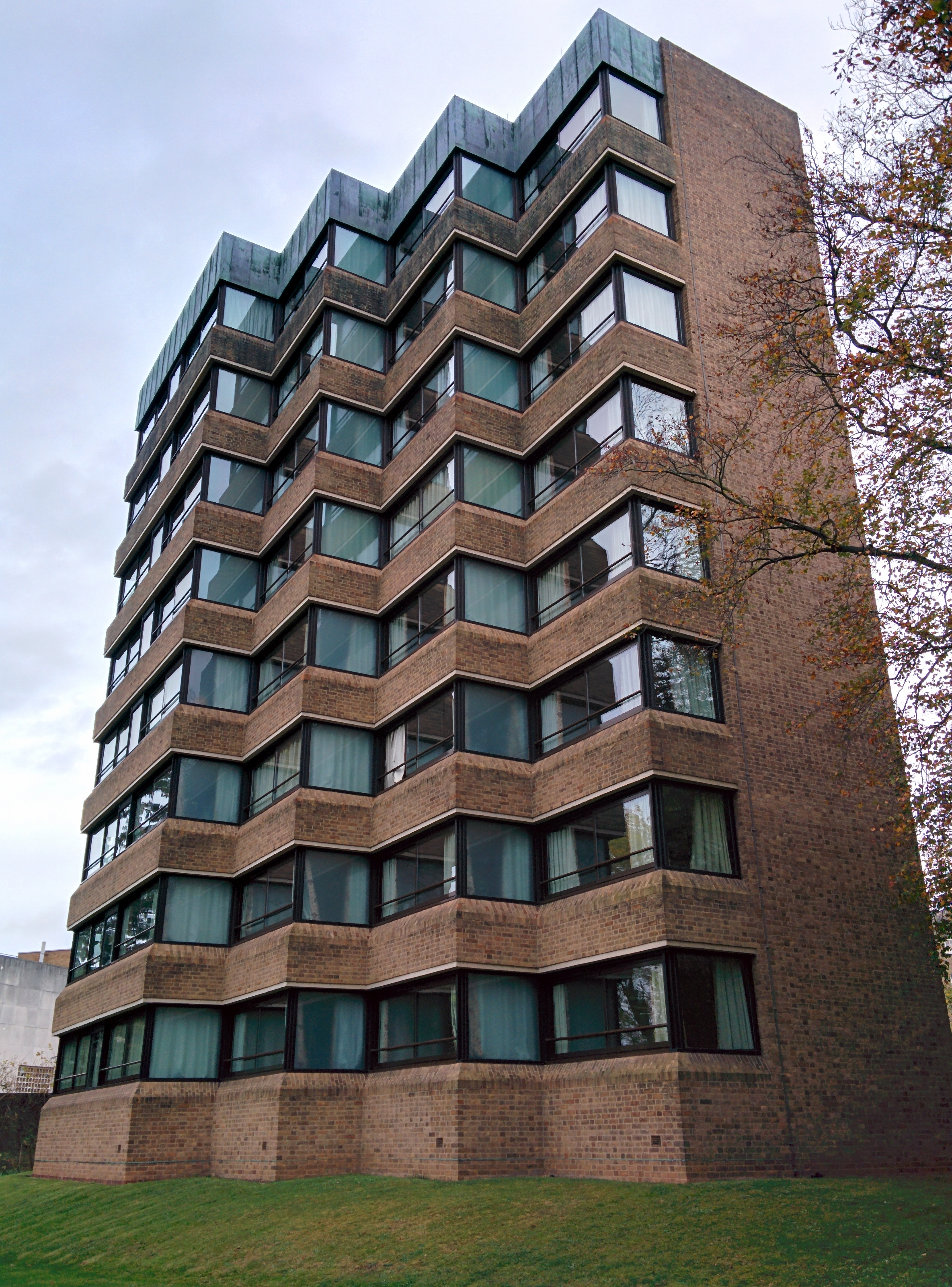
Вільям Стоун Білдінг (гуртожиток для студентів)
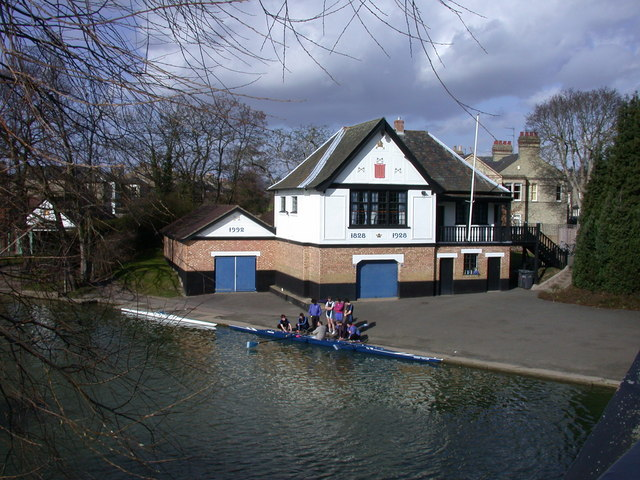
Човнова станція коледжу на річці Кем